# Publius Demanuele
Publius „Pullu” Demanuele (ur. 13 października 1929, zm. 20 marca 2007) – maltański piłkarz grający na pozycji napastnika.

## Kariera klubowa
W latach 1946–1964 był zawodnikiem Floriana FC, z którym siedmiokrotnie zdobył mistrzostwo Malty (w tym cztery razy z rzędu w latach 1949–1953), a także ośmiokrotnie puchar kraju. W sezonach 1950/1951 i 1957/1958 zostawał królem strzelców ligi maltańskiej. Na początku sezonu 1964/1965 przeszedł do drugoligowego Marsa FC i po sezonie zakończył karierę.

## Kariera reprezentacyjna
W reprezentacji Malty zadebiutował 24 lutego 1957 w przegranym 2:3 spotkaniu z Austrią. Łącznie w latach 1957–1962 rozegrał 8 meczów w kadrze i strzelił 3 gole.

## Życie osobiste
Był żonaty z Esther, z którą miał troje dzieci. Zmarł 20 marca 2007, a pochowany został następnego dnia w kościele parafialnym św. Publiusza we Florianie.